# Hexagonia zambesiana
Hexagonia zambesiana är en svampart som beskrevs av Torrend 1914. Hexagonia zambesiana ingår i släktet Hexagonia och familjen Polyporaceae.   Inga underarter finns listade i Catalogue of Life.